# Кабанова, Ольга Николаевна
О́льга Никола́евна Каба́нова (28 октября 1898, Российская империя — 31 августа 1985, США, Сан-Франциско) — доброволец Первой мировой войны, вольноопределяющийся. Повторила подвиг героини войны 1812 года кавалерист-девицы Надежды Дуровой, вступив в действующую армию. Кавалер Георгиевского креста. Позднее — участница Белого движения.

## Биография
Родилась Ольга в 1898 году в семье профессора медицины Н. А. Кабанова. Семья была штатской, её два брата и сестра также к военной службе никакого отношения не имели и все стали учёными.

### Первая мировая война
Скрыв пол, под именем Олега Кабанова — подобно кавалерист-девице Надежде Дуровой — в 16 лет вступила с началом Великой войны в Русскую армию добровольцем, хотя все её братья на фронт предпочли не идти. В одном из боёв была ранена пулей в щёку навылет, но, отказавшись от госпитализации и эвакуации в тыл, после операции в полевом лазарете осталась в боевом строю. За боевые заслуги была награждена Георгиевским крестом.

### Гражданская война
После Октябрьской революции присоединилась в качестве добровольца вольноопределяющимся на Дону к Добровольческой армии и воевала против Красной армии в составе ВСЮР и Русской армии вплоть до Крымской эвакуации врангелевских частей в ноябре 1920 года.

### Эмиграция
В эмиграции жила в Королевстве сербов, хорватов и словенцев. Всё под тем же именем Олега училась на Медицинском факультете Белградского университета.
Лишь в середине 1920-х годов её тайна случайно открылась. Вскоре после этого она вновь повстречалась со своим бывшим сослуживцем П. Н. Завадским, сыном её командира Нила Павловича Завадского, и они с ним обвенчалась в Белграде. У них родились две дочери. Получив медицинское образование, Ольга Николаевна работала сельским врачом. Позднее семья эмигрировала в США.
Ольга Николаевна скончалась в Сан-Франциско, США 31 августа 1985 года.
Её дочь, Ольга Павловна Завадская (по второму мужу Кованько), род. в 1929 году и скончавшаяся 17 сентября 2009 года, более четверти века трудилась секретарём объединения русских кадет и ветеранов США, помогала возрождению кадетских корпусов и развитию суворовских училищ в современной России, так как её дед Н. П. Завадский был офицером-воспитателем Владимирского киевского кадетского корпуса, а отец П. Н. Завадский воспитывался в кадетском корпусе в Сараево и был одним из активных членов общества.

## Комментарии
1. ↑  Официальное и официозное название Первой мировой войны.